# Plaza de Toros de Baza
Plaza de Toros de Baza är en amfiteater i Spanien.   Den ligger i provinsen Provincia de Granada och regionen Andalusien, i den södra delen av landet, 300 km söder om huvudstaden Madrid. Plaza de Toros de Baza ligger 905 meter över havet.
Terrängen runt Plaza de Toros de Baza är kuperad västerut, men österut är den platt. Runt Plaza de Toros de Baza är det ganska glesbefolkat, med 21 invånare per kvadratkilometer. Närmaste större samhälle är Baza, 0,90 km nordost om Plaza de Toros de Baza. Trakten runt Plaza de Toros de Baza består till största delen av jordbruksmark.